# Rund um die Hainleite

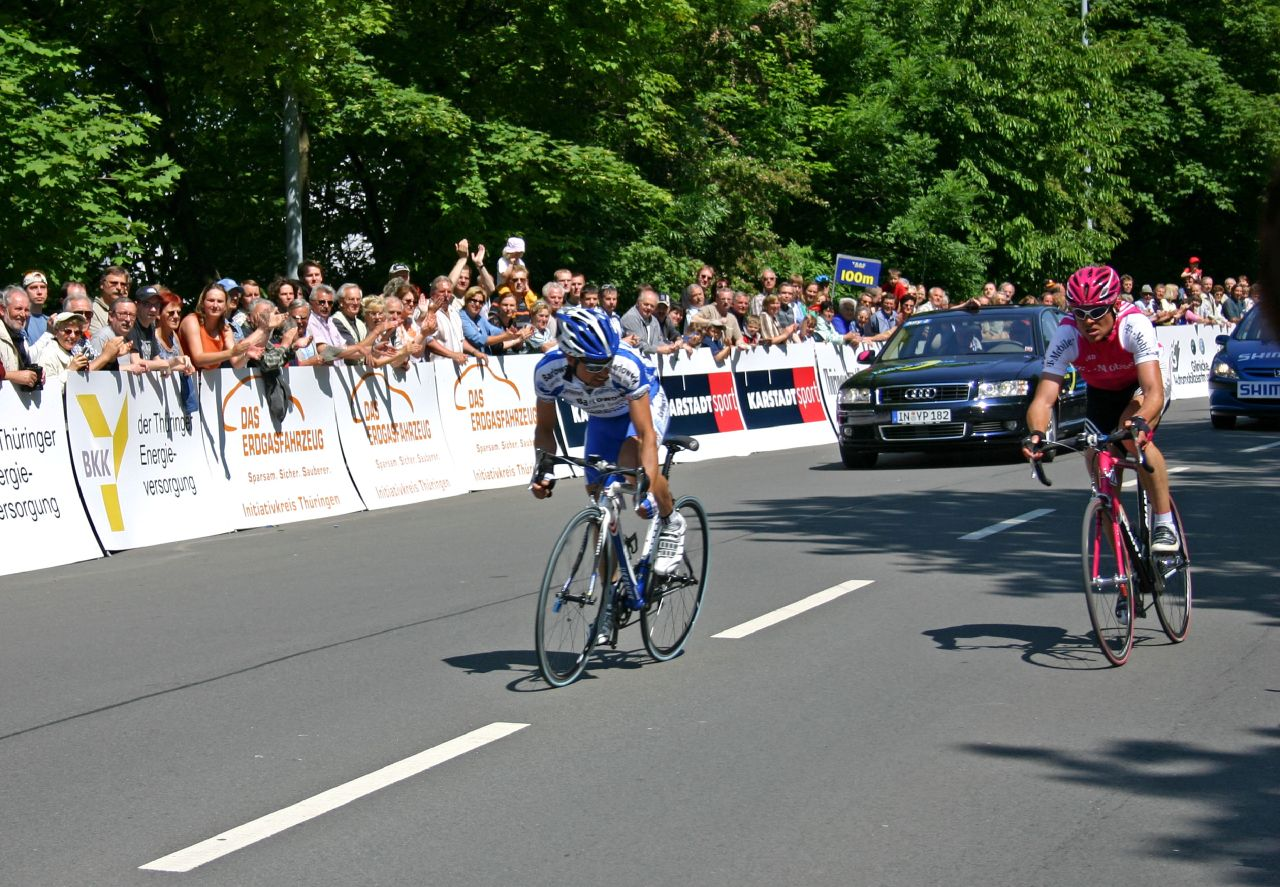
Jan Ullrich (r.) beim Rennen Rund um die Hainleite 2004

Der Klassiker Rund um die Hainleite war bis 2013 Deutschlands zweitältestes noch gefahrenes Straßenradrennen nach der Harzrundfahrt. Seit 1907 fand dieses Rennen statt. Zwischen 1910 und 1940 wurde das Rennen mehrfach für Amateure und Berufsfahrer ausgetragen. Beide Klassen bestritten jeweils eigene Rennen. Es führte von Erfurt aus durch den Thüringer Norden und wieder zurück nach Erfurt. In den Anfangsjahren ging das Rennen über eine Strecke von rund 350 Kilometer Länge. Später wurde es auf rund 170 Kilometer verkürzt.
Der Höhepunkt waren die letzten Kilometer. Dann ging es im Erfurter Steigerwald mehrmals durch die Arnstädter Hohle, ein steiler, enger Anstieg mit einer Länge von rund 1.000 Metern. Das 1960 von Gustav-Adolf Schur gewonnene Rennen war Teil der Olympiaausscheidungen zwischen dem Bund Deutscher Radfahrer und dem Deutschen Radsportverband der DDR.
1982 fand die 1. und 1986 die 3. Etappe der DDR-Rundfahrt auf dem Kurs des Rennens statt. 1982 wurde das Rennen als 5. Etappe der Thüringen-Rundfahrt ausgetragen.
Ab 2008 wurde das Rennen nicht mehr als Eintagesrennen für Profis ausgetragen. Stattdessen wurde es bis 2013 als Start- oder Schlussetappe in die – inzwischen ebenfalls eingestellte – Thüringen-Rundfahrt für U23-Fahrer integriert.

## Sieger

### Als Etappe der Thüringen-Rundfahrt
- 2013  Łukasz Wiśniowski
- 2012  Danny van Poppel
- 2011  Luke Rowe
- 2010  John Degenkolb
- 2009  Leigh Howard
- 2008  Laurent Beuret
- 1982  Olaf Ludwig

### Eintagesrennen
| - 2007 Greg Van Avermaet - 2006 Jens Voigt - 2005 Bert Grabsch - 2004 Peter Wrolich - 2003 Enrico Poitschke - 2002 Sascha Sviben - 2001 Christian Wegmann - 2000 Nicki Sørensen - 1999 Holger Sievers - 1998 Thomas Liese - 1997 Dirk Müller - 1996 Mario Kummer - 1995 Roland Nestler - 1994 Thomas Schenderlein - 1993 Hagen Bernutz - 1990-1992 nicht ausgetragen - 1989 Steffen Rein - 1988 nicht ausgetragen - 1987 Uwe Ampler - 1986 Mario Kummer - 1984-1985 nicht ausgetragen - 1983 Uwe Raab - 1982 Bernd Drogan - 1982 Olaf Ludwig - 1981 Mario Kummer - 1980 Thomas Barth - 1971-1979 nicht ausgetragen - 1970 Dieter Grabe - 1969 Wolfgang Braune - 1968 nicht ausgetragen - 1967 Bernd Patzig - 1966 Klaus Ampler - 1965 Rainer Marks - 1964 Klaus Kellermann - 1963 Hans-Dieter Taufmann - 1962 Eberhard Butzke - 1961 Erich Hagen - 1961 Horst Klawohn | - 1960 Erich Hagen - 1960 Gustav-Adolf Schur - 1959 Albrecht Van Eckhoudt - 1958 Manfred Weißleder - 1957 Gustav-Adolf Schur - 1956 Günter Oldenburg - 1955 Rudi Kirchhoff - 1954 Gustav-Adolf Schur - 1953 Edi Ziegler - 1952 Lothar Meister I - 1951 Fritz Funke - 1951 Werner Fritzsche - 1950 Bernhard Wille - 1950 Horst Gaede - 1949 Paul Scherner - 1945-1948 nicht ausgetragen - 1944 H. Claessen - 1943 Herbert Bresching - 1942 Harry Saager - 1941 Bruno Schultze - 1940 Fritz Scheller - 1940 Ludwig Hörmann (A.) - 1939 Werner Schiffner - 1939 Horst Siegel - 1938 Werner Richter - 1938 Georg Umbenhauer - 1937 W. Oberquelle - 1937 Walter Nickel - 1936 Erich Bautz - 1936 Fritz Ruland (A.) - 1935 E. Westhaus - 1935 Fritz Scheller - 1934 Fritz Anger - 1933 F. Mertens | - 1933 Georg Stach - 1932 Walter Kerber - 1932 Rudolf Risch - 1931 S. Kley - 1931 Oskar Michael - 1930 Otto Beyer - 1929 H. Puttkammer - 1929 Karl Stache - 1928 W. Haucke - 1928 Rudolf Hahn - 1928 Paul Kohl - 1927 R. Schuster - 1927 G. Zind - 1926 Otto Gugau - 1926 Gaetano Belloni - 1925 Richard Beyer - 1925 Paul Kohl - 1924 Otto Nitze - 1923 Max Werner (A.) - 1922 Paul Kohl - 1922 A. Roßner (A.) - 1921 Adolf Huschke - 1921 Max Werner (A.) - 1920 K. Ohme (A.) - 1915-1919 nicht ausgetragen - 1914 Erich Aberger - 1914 P. Fehlau (A.) - 1913 Erich Aberger - 1913 Martin Koch (A.) - 1912 Franz Suter - 1912 Arthur Fromming (A.) - 1911 Karl Zander - 1911 Karl Tettenborn (A.) - 1910 Gustav Schulze - 1909 Hermann Schröckel - 1908 Hermann Schröckel - 1907 Willi Ochs |